# Rhynchosia cinerea
Rhynchosia cinerea är en ärtväxtart som beskrevs av George Valentine Nash. Rhynchosia cinerea ingår i släktet Rhynchosia och familjen ärtväxter. Inga underarter finns listade i Catalogue of Life.